# دونالسون کفری
دونالسون کفری (به انگلیسی: Donelson Caffery) سناتور سابق عضو حزب دموکرات ایالات متحده آمریکا بود. وی در سال ۱۸۹۲ تا ۱۹۰۱ میلادی سناتور ایالت لوئیزیانا در سنای ایالات متحده آمریکا بود.